# إتش س. تن بيرغ
إتش س. تن بيرغ (بالهولندية: H.C. ten Berge)‏ هو لغوي ومترجم وشاعر هولندي، ولد في 24 ديسمبر 1938 في آلكمار ‏ في هولندا.